# Шлыков, Григорий Николаевич
Григорий Николаевич Шлыков (1903 — 1977) — советский учёный, доктор биологических наук. Сторонник Т. Д. Лысенко, свидетель по делу Н. И. Вавилова.

## Биография
В 1931 закончил аспирантуру, работал в ВИР сначала на должности аспиранта. 4 сентября 1935 президент ВАСХНИЛ А. И. Муралов утвердил его кандидатом сельскохозяйственных наук. Вскоре был назначен заведующим отделом субтропиков. В 1936 издал сразу несколько статей против Н. И. Вавилова, выступил на IV сессии ВАСХНИЛ с погромной речью относительно ошибок последнего, граничащих с вредительством. Как стало известно позже, сигнализировал также в ЦК ВКП(б) и НКВД. Предлагал «на должности зав[едующих] отделений подобрать членов партии, не специалистов из рабочих».
Сменил в должности заведующего отделом интродукции А. К. Коля, где работал до 1942. В 1942-1945 директор Всесоюзного НИИ сухих субтропиков (параллельно существовал Всесоюзный НИИ влажных субтропиков). В 1947-1954 вновь заведующий отделом интродукции ВИР. В 1954-1969 заведующий лабораторией субтропических культур и винограда ВИР.

## Публикации
- Шлыков Г. Н. Новые сельскохозяйственные культуры в ЦЧО. Воронеж, 1933.[4]
- Шлыков Г. Н. Интродукция растений. Ленинград : Сельхозгиз, 1936. — 502 с., 4 л. ил. : ил.; 23 см.[5]
- Шлыков Г. Н. Интродукция и акклиматизация растений. Введение в культуру и освоение в новых районах. Москва : Сельхозиздат, 1963. — 488 с. : карт.; 27 см.[6]